# 東京都立千早高等学校
東京都立千早高等学校（とうきょうとりつ ちはやこうとうがっこう、Tokyo Metropolitan Chihaya High School）は、東京都豊島区千早三丁目に所在する東京都立高等学校である。

## 設置学科
- ビジネスコミュニケーション科

## 概要
東京都立牛込商業高等学校と東京都立池袋商業高等学校を統合し、牛込商業高校の校舎を改修して、2004年に開校した新しい進学型専門高校である。英語教育とビジネス教育を重視して大学進学を主眼に指導する。新学科「ビジネスコミュニケーション科」を、都立高校で初めて設置した。

### 教育
英語は、3年間で23単位の履修を課し、海外大学と提携した英語授業など科目選択により3年間で最大33単位まで履修可能で、卒業後も連携する海外大学へ指定校推薦制度がある。英語は上智大学、ビジネス科目は中央大学、立教大学、それぞれとアドバイザリー提携している。ビジネス科目は、一般企業によるキャリアセミナーや企業見学などを実施する。

## 沿革
- 2004年 東京都立千早高等学校として開校する。
- 2006年 文部科学省スーパーイングリッシュランゲージハイスクール (SELHi) の指定校となる。
- 2009年 文部科学省「英語教育改善のための調査研究」[1]事業の指定校となる。
- 2015年 - 東京都教育委員会の、東京グローバル10、オリンピック・パラリンピック教育推進校、となる。

## 海外連携大学
- セント・アンドルーズ大学
- バンガー大学（前ウェールズ大学バンガー校）
- ダブリン大学トリニティ・カレッジ
- グリーンビル大学
- ベトナム経済法科大学

## 施設
- 50mプール。
- パソコン室7、2室は英語学習に対応する。
- 自習室
- 視聴覚室 定員220名

## 行事
- 3月に3年生を送る「三送会」を催す。
- 6月に体育祭、9月に文化祭「千早祭（ちはやさい）」を催す。
- 連携するイギリスの国立大学へ、夏季休業期間中2週間のホームステイ制度がある。
- 1年時の2月に、英語のみで生活するイングリッシュキャンプを実施する。
- 2年時に、ビジネスと英語の研修を目的として海外へ修学旅行を実施する。
- 年間で企業セミナーや企業見学会の千早ビジネスプログラムなどを実施する。

## 交通
- 東京メトロ有楽町線・副都心線 千川駅徒歩5分
- 西武池袋線 東長崎駅徒歩10分
- 国際興業バス「池07」 千早高校停留所

## 特記事項
- 旧牛込商業高校は立教大学硬式野球部のグラウンド及び合宿所のプール跡地に建設された。
- アルファベットの大文字3文字で活動などを略称する。CHS (Chihaya High School)、SPA (PTA)、CBP（千早ビジネスプログラム）、ERP (Extensive Reading and Presentation)、CSL（Community Service Learning、奉仕活動・道徳）
- SONY出身の佐藤芳孝が初代校長を務めた
- 東京プランニング・ラボ参加校である。2023年、千早高校を含む東京都の商業高校7校の生徒は、ヤマザキパンと共同開発を行った。2024年4月、ヤマザキランチパック青春の味（ラムネ風味クリーム＆ホイップ）として販売された。